# 單品管理
单品管理：只将经营的焦点深入每一个单一的商品品项，尤其适用于超市、便利店等零售行业的经营。由日本著名企业家，7&I控股公司，伊藤洋华堂，闻名世界的日本7-11便利店创始人与CEO铃木敏文先生首创。
没有一家公司的产品从一开始就是完美的，7-11便利店也是一样。7-11便利店现在为该行业的领导者，但是初始建立时也是困难重重，每天都面临着新的挑战。世界上第一家7-11便利店诞生于美国，被铃木敏文先生引进到日本，作为对伊藤洋华堂经营瓶颈的延伸和突破，7-11在日本面临着竞争、从零开始及将美国模式本土化的一系列挑战。敏文先生一一管理，从不逃避问题。最有名的就是在董事会每天中午吃饭时间坐在一起开会，每人面前摆着一份7-11自己出的便当，大家边吃边分析便当是否好吃，有哪些不足之处，怎么改进。下次拿出同样的改良后的便当，看是否有进步。直至臻于完美。这就是为什么 7-11便利店现在处于行业中的领导地位。
领导地位意味着改变、突破，不断地管理和解决问题。单品管理的概念，就是7-11详细地追踪每一个款项的订货情况、受顾客欢迎程度、优缺点，进行数据的追踪与分析，从而提出改善或摒弃的方案，由此指导订货策略和调整与供应商的合作。每一项单品的风险得到最大限度的管理与掌控，从而提供最好的产品表现，这是7-11便利店成功的经验，可为任何行业借鉴。
成功没有侥幸，大的战略离不开对任何小的品项的悉心经营与管理，这就是单品管理的意义所在。